# 朝比奈昌親
朝比奈 昌親（あさひな まさちか）は、安土桃山時代の武将。名は新九郎藤原昌親とも言う。

## 生涯
甲斐武田氏の家臣。甲陽軍鑑では御料人様衆に名を列ねる。清和源氏武田氏の庶流、甲斐国今井氏の生まれだが朝比奈氏を継いだ。義父の藤太郎昌是は藤原北家の堤中納言兼輔の子孫たる堤公国の子・五郎国俊より17代の末裔で、武田信玄の家臣。天正3年（1575年）長篠の戦いで戦死している。天正10年（1582年）武田氏が滅ぶと徳川家康に召され、大番役として仕え、駿河国志太郡(瀬戸谷)、有度郡(有東)、朝比奈藤一郎分、新田などの所領を安堵された。天正12年（1584年）小牧・長久手の戦いで戦功。天正18年（1590年）小田原征伐にも従軍し、戦後の関東移封に際しては武蔵国入間郡に200石を与えられる。天正19年（1591年）九戸政実の乱では岩出山城まで、文禄元年（1592年）文禄の役では名護屋城まで従軍した。その後は徳川秀忠に仕え、慶長5年（1600年）上田合戦にも従軍した。妻は武田氏の家臣で武田四天王の一人、内藤昌豊（昌秀）の実兄、工藤長門守こと工藤昌祐の娘。
家紋は左三つ巴・竹の節丸に三笹舞雀（勧修寺笹）
昌親の子孫は、代々江戸幕府旗本として仕えた。分家で長崎奉行を務めた朝比奈昌始（河内守または長門守、墓所は清源寺）、朝比奈甲斐守昌寿、日伊修好通商条約を締結した朝比奈昌広らを輩出し、駿河朝比奈氏 甲斐の族として有名。

## 系譜
- 父：今井信俊（1522-1595）
- 母：不詳
- 養父：朝比奈昌是（1556-1575）
- 室：工藤昌祐娘
- 生母不明の子女
  - 男子：朝比奈昌行
  - 男子：朝比奈久昌
  - 男子：朝比奈昌澄
  - 男子：朝比奈昌清